# 开怀街道
开怀街道，是中华人民共和国贵州省黔东南苗族侗族自治州凯里市下辖的一个乡镇级行政单位。

## 行政区划
开怀街道下辖以下地区：
棉席村、塘寨村、党果村、开怀村、悦来堡村、薅支坪村、龙井村、寨瓦村、养朵村和挂丁村。